# Fiesta del Desembarco
La Fiesta del Desembarco (en galés: Gŵyl y Glaniad) se celebra todos los 28 de julio en la provincia del Chubut, Argentina. En esa fecha de 1865, en el actual Puerto Madryn, desembarcaron 153 galeses del velero Mimosa, dando inicio a la colonia galesa del valle del Chubut. En Chubut es día feriado.

## Historia

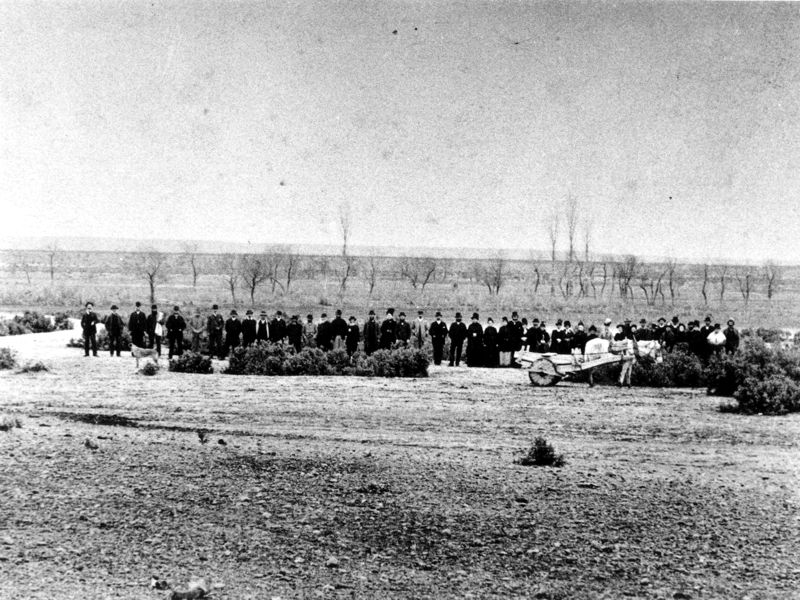
25° aniversario de la colonia galesa, el 28 de julio de 1890 en Rawson.

A partir de 1867, para conmemorar la fiesta, grupos de galeses y tehuelches decidieron celebrar el encuentro con un torneo deportivo que incluyó competencias de tiro al blanco, carreras de a pie y de a caballo, convirtiéndose en las primeras Olimpiadas Patagónicas.
El predicador William M. Hughes en su libro A orillas del río Chubut en la Patagonia de 1927 relata:

... el día de la Fiesta del Desembarco (28 de julio) es cuando el entusiasmo de la Colonia llega a su punto culminante. En aquella fiesta se da un vistazo al camino transitado ya y a las perspectivas para el futuro.

Los primeros festejos eran realizados en las capillas, donde había juegos y entretenimientos para niños y adultos, la ceremonia del té y un concierto. También era un momento para la reflexión conjunta sobre lo hecho en la colonia hasta el momento y las expectativas futuras. Años más tarde se incorporaron carreras de sortija, carreras de caballos, lanzamiento de dardos, tiro al blanco, entre otros juegos.

Estos eran acontecimientos en nuestros tiempos; ya a principio de año pensábamos en el 28 de julio, en un Cwrdd Llenyddol (Mini Eisteddfod), que en cada capilla había uno, en el Gymanfa Groglith, en los Gymanfa Ganu (reuniones de canto) [...] Un Gymanfa Groglith es lo que se hace en las Capillas Tabernacl y Bethel [...] De lo que se estudiaba de la Biblia en la escuela dominical durante el año, se tomaban exámenes muy profundos; y nos corregían los escritos, que eran en galés, tomando en cuenta las faltas de ortografía. También estudiábamos de memoria trozos de la Biblia. Había una cosa muy interesante en los Gymanfa Groglith que era el Cwrdd Holi, entre los grandes [...] Designaban a un señor para dirigir la sesión y hacer preguntas, por ejemplo, "¿Qué le parece a usted el bautismo de Jesús?" y todas esas cosas. [...] El concierto del festejo del 28 de julio era un poco más libre; pero, sin embargo, se utilizaba música religiosa también. [...] Había trabajos escritos como Llyniel goll, que era completar, por ejemplo, una poesía que tiene tres renglones y el último había que agregarlo haciendo la rima correspondiente; o hacer un acróstico con Bryn Crwn por ejemplo, o si no, una frase también.
Clydwyn Ap Aeron Jones

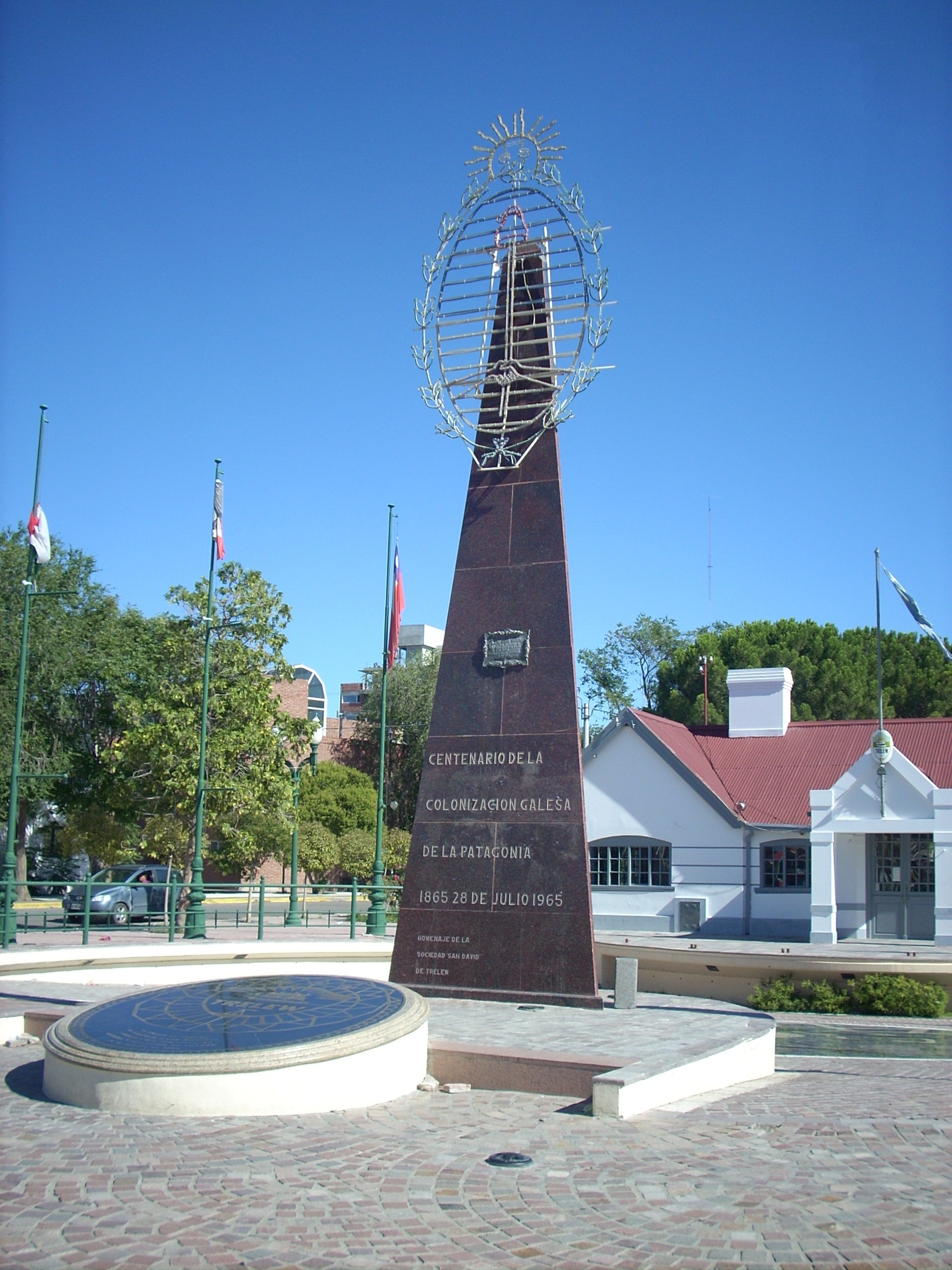
Monumento del centenario del desembarco galés (28 de julio de 1965) en Trelew.

Para el 50° aniversario del desembarco galés, el 28 de julio de 1915, los actos se realizaron por la Asociación San David de Trelew en el edificio homónimo, inaugurado oficialmente ese día. Matthew Henry Jones detalló los eventos de ese día en su libro Trelew, un desafío patagónico:

Primeramente se organizó un asado popular en Rawson, en horas del mediodía, en el lugar donde habían acampado cuando arribaron en 1865; luego se regresó a Trelew, donde se realizó un partido de football entre los equipos del Trelew Atletic Club y su igual de Gaiman... Más tarde se sirvió un té popular en el Salón San David, para terminar con un gran concierto realizado en el mismo Salón...

Para el centenario de la colonia, el 28 de julio de 1965, se inauguraron varios monumentos, uno en Trelew y dos en Puerto Madryn. También, el Correo argentino emitió una estampilla conmemorativa con la imagen del Velero Mimosa.
Con la ley provincial Nº 85 de feriados provinciales, se estableció el 28 de julio como no laborable en Chubut:

Artículo 1°.- Decláranse días no laborables permanentes en todo el ámbito provincial los siguientes:

a) El día 28 de Julio, como aniversario del arribo a las costas chubutenses del primer contingente de colonizadores galeses.

El 28 de julio de 2015 se celebrarán los 150 años del inicio de la colonia galesa del Chubut (en galés: 150 Mlwyddiant y Wladfa Gymreig).

## Celebraciones

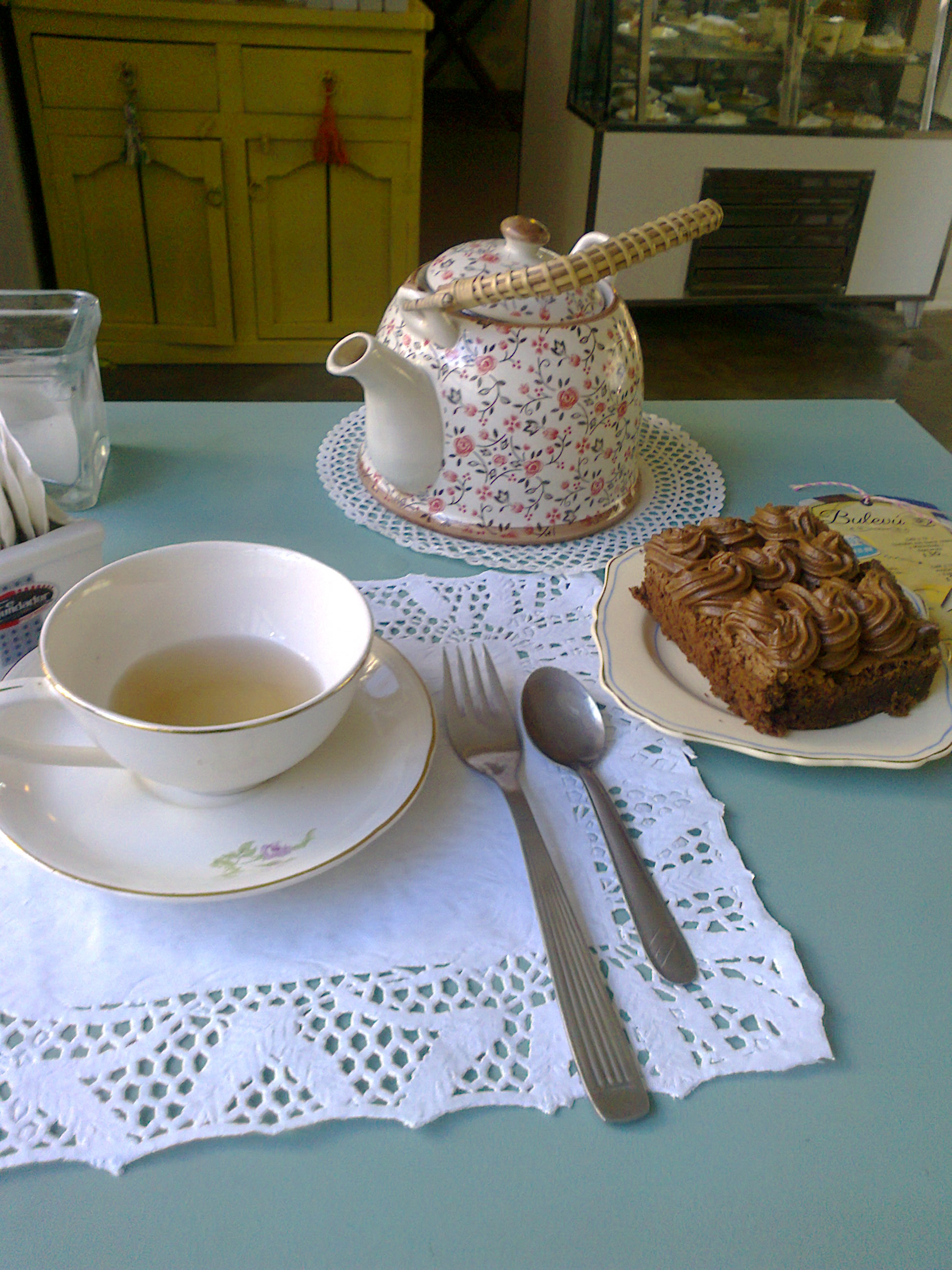
Tradicional te galés

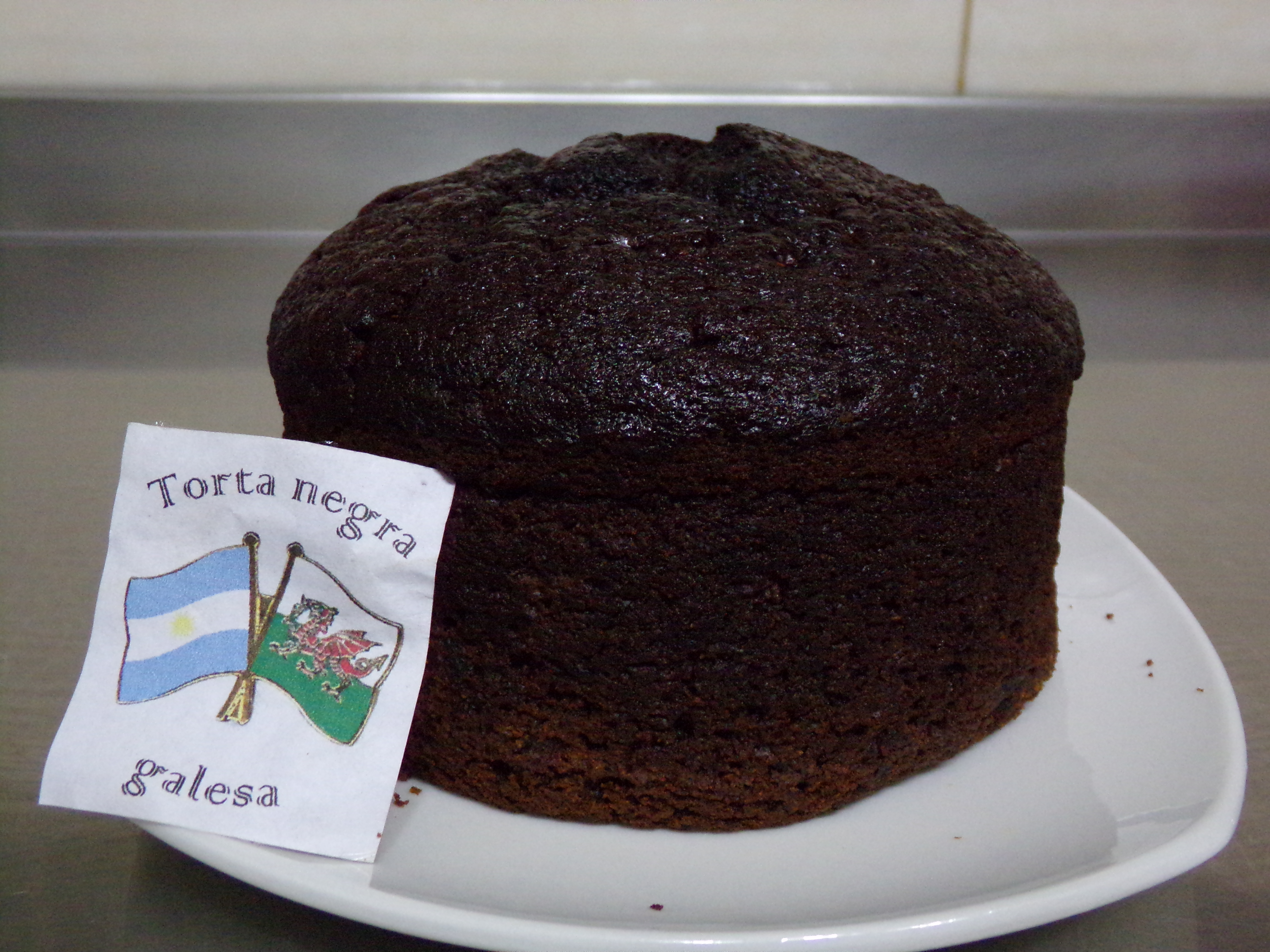
Torta negra galesa

Tradicionalmente cada 28 de julio, en la localidad de Gaiman los pobladores y turistas se reúnen por la tarde en las casas de té o en las capillas galesas del valle para compartir la ceremonia del té y consumir la torta negra, otras tortas y pasteles y pan con manteca. Las capillas conforman los principales centros de festejo donde participan en su mayoría los descendientes de los colonos. Algunas capillas incluyen juegos y recitales por la noche.
Las celebraciones de la fiesta también homenajes a los colonos galeses, a la fundación de Puerto Madryn y el encuentro de los pueblos originarios y galeses. Cada 28 de julio en la mañana, se inicia el día con una rogativa mapuche.
Desde el 2000, en recuerdo de los juegos entre tehuelches y galeses, se realiza la carreta de los barriles que se extiende desde punta Cuevas hasta el centro de Puerto Madryn. Un equipo representa a los nativos y otro a los colonos.
En 2014, por la Fiesta del Desembarco, se celebró por primera vez la Fiesta Regional del Valle y la Torta Negra, realizado por la municipalidad de Trelew. Además de actividades culturales y de promoción turística en una serie de stands ubicados entre el museo regional Pueblo de Luis y el museo Paleontológico Egidio Feruglio, en el Hotel Touring Club se realizó la degustación de tortas y licores locales.